# Salih
|  | Per a altres significats, vegeu «Tayeb Salih». |

Salih fou una antiga tribu àrab que des del segle v fou el principal aliat federat dels romans d'Orient. Els seus descendents viuen avui dia a Jordània. Es van establir a terres romanes d'Orient a la regió del uadi Sirhan, probablement a les províncies d'Aràbia i de les dues Palestines (Secunda i Tertia). La seva família reial eren els Dadjaima (plural Dadjum) coneguts pels grecs com zokòmides. El primer rei fou Dawud ibn al-Habula; el seu títol era de filarca i com a federats tenien la tasca de defensar la frontera. Van combatre els perses el 421 i 440. També van lluitar a l'Àfrica contra els vàndals on van patir fortes baixes que va afectar el seu poder. A partir de vers el 500 els Salih van començar a perdre influència per l'arribada a la zona fronterera d'altres tribus com els Kinda i els Ghassan, que van derrotar el cap dels salih, Ziyad ibn al-Habula a Yawm al-Baradan, i van ocupar el seu lloc. Un filarca dels Salih encara va combatre els perses el 586 durant el setgde de Mardin, en els cinc anys que el filarcat gassànida va estar suprimit. Després de la conquesta musulmana van restar cristians.